# Evagetes
Evagetes (лат.) — род дорожных ос (Pompilidae).

## Распространение
Для СССР ранее указывалось 20 видов.
По данным каталога перепончатокрылых России (2017) в мире более 64 видов, в Палеарктике 51, в России 20 видов.

## Описание
Отличаются сравнительно короткими и толстыми усиками. Все виды — клептопаразиты других дорожных ос. Откладывают яйца на пауков, пойманных другими осами, съедая при этом яйцо осы-хозяина норки. Личинки эктопаразитоиды пауков. Основание усиков расположено ближе к наличнику, чем к глазку. Коготки равномерно изогнутые. Вершина средней и задней голеней помимо шпор несёт шипы разной длины. Верх задних бедер с 1—5 предвершинными короткими прижатыми шипиками.

## Классификация
- Подрод Evagetes
  - Evagetes conjungens
  - Evagetes alamannicus
  - Evagetes baguenae
  - Evagetes crassicornis
  - Evagetes dubius
  - Evagetes elongatus
  - Evagetes fortunatus
  - Evagetes gibbulus
  - Evagetes iconionus
  - Evagetes juncoi
  - Evagetes littoralis
  - Evagetes meriane
  - Evagetes nasobema
  - Evagetes pectinipes
  - Evagetes piliferus
  - Evagetes pontomoravicus
  - Evagetes proximus
  - Evagetes sahlbergi
  - Evagetes siculus
  - Evagetes subglaber
  - Evagetes tumidosus
- Подрод Trichosyron
  - Evagetes cabrerai
  - Evagetes fuerteventurus
  - Evagetes palmatus